# もっともっともっと話そうよ-Digital Native Generation-
「もっともっともっと話そうよ-Digital Native Generation-」（もっともっともっとはなそうよ-デジタル ネイティブ ジェネレーション-）は、日本の女性アイドルグループたこやきレインボーのメジャー5枚目のシングル。2019年10月23日にavex traxから発売された。

## 概要
2年ぶりのシングル曲となる「もっともっともっと話そうよ－Digital　Native　Generation－」は、前山田健一のプロデュースによる、文字だけじゃ伝わらない会話のあたたかさをデジタル世代にこそ感じて欲しいという想いで作られた曲である。平成生まれのデジタル世代にとっては身近なテーマであり、問題でもあるコミュニケーションのあり方を、たこやきレインボーらしいポップかつ前向きなエネルギーで表現した楽曲に仕上げられ、もっともっと直接会って話そうというメッセージが込められてる。
カップリング曲の「天使のラブソングを」は、天使をテーマにした曲で、ステージで披露する時の振りにも天使の輪っかを作るところがあり、とてもかわいい、と根岸可蓮がインタビューで語っている。
Blu-ray付きとCDのみ2形態の3形態で発売。

## 収録内容

### もっともっともっと話そうよ-Digital Native Generation-(CD＋Blu-ray盤)
CD
1. もっともっともっと話そうよ-Digital Native Generation-
作詞・作曲・編曲：前山田健一
2. 天使のラブソングを
作詞：jam・作曲：zum・編曲：KiWi
3. もっともっともっと話そうよ-Digital Native Generation-(instrumental)
4. 天使のラブソングを(instrumental)

Blu-ray
1. もっともっともっと話そうよ-Digital Native Generation- Music Video
2. もっともっともっと話そうよ-Digital Native Generation- Making Movie

### もっともっともっと話そうよ-Digital Native Generation-(CD only盤1)
CD
1. もっともっともっと話そうよ-Digital Native Generation-
2. 天使のラブソングを
3. 絶唱! なにわで生まれた少女たち(CLUB RAINBOW Mix)
作詞・作曲：前山田健一
4. もっともっともっと話そうよ-Digital Native Generation-(instrumental)
5. 天使のラブソングを(instrumental)

### もっともっともっと話そうよ-Digital Native Generation-(CD only盤2)
CD
1. もっともっともっと話そうよ-Digital Native Generation-
2. 天使のラブソングを
3. もっともっともっと話そうよ-Digital Native Generation-(instrumental)
4. 天使のラブソングを(instrumental)

## リリース日一覧
| 地域 | リリース日     | レーベル  | 規格                 | カタログ番号                  |
| ---- | -------------- | --------- | -------------------- | ----------------------------- |
| 日本 | 2019年10月23日 | avex trax | CD＋Blu-ray          | AVCD-94639/B（CD＋Blu-ray盤） |
| 日本 | 2019年10月23日 | avex trax | マキシシングル（CD） | AVCD-94640（CD only盤1）      |
| 日本 | 2019年10月23日 | avex trax | マキシシングル（CD） | AVCD-94641（CD only盤2）      |